# Lac des Soixante Arpents
Le lac des Soixante Arpents est un plan d'eau douce traversé par la rivière Mauvaise, dans le territoire de la ville de Saint-Raymond, dans la municipalité régionale de comté (MRC) de Portneuf, dans la région administrative de la Capitale-Nationale, dans la province de Québec, au Canada.
La zone autour du lac des Soixante Arpents est desservie par des routes forestières secondaires. La foresterie constitue la principale activité économique du secteur; les activités récréotouristiques, en second.
La surface du lac des Soixante Arpents est habituellement gelée du début de décembre à la fin mars, toutefois la circulation sécuritaire sur la glace se fait généralement de la mi-décembre à la mi-mars.

## Géographie
Les principaux bassins versants voisins du lac des Soixante Arpents sont:
- côté nord: Petit lac Alexandre, Lac des Îles, Petit lac Batiscan, ruisseau Delaney;
- côté est: rivière Mauvaise, Bras du Nord;
- côté sud: rivière Cachée;
- côté ouest: lac Portage, lac de la Hauteur[3].

Le lac des Soixante Arpents est fait tout en longueur, résultant de l'élargissement de la rivière. Ce lac comporte une baie étroite d'étirant sur 0,7 km vers le nord pour accueillir la décharge (venant du nord) du Petit lac Alexandre. Il comporte aussi une autre baie s'étirant vers le sud. La partie est du lac est particulièrement encaissée entre les montagnes. 
Un barrage faunique fut construit en 1992 à l'embouchure du lac des Soixante Arpents. Il n’a pas changé significativement la géographie du lac.
L’embouchure du lac des Soixante Arpents est située au nord-est du lac, soit à :
- 8,7 km au nord-ouest de la confluence de la rivière Mauvaise et du Bras du Nord;
- 14,9 km au nord-ouest de la confluence du Bras du Nord et de la rivière Sainte-Anne;
- 11,9 km au nord du centre du village de Saint-Léonard-de-Portneuf[3].

À partir de l’embouchure du lac des Soixante Arpents, le courant descend consécutivement sur:
- 14,9 km vers le sud-est, le cours de la rivière Mauvaise;
- 11,7 km généralement vers le sud le cours de la Bras du Nord;
- 76,0 km généralement vers le sud, le cours de la rivière Sainte-Anne[3].

## Toponymie
Le toponyme « lac des Soixante Arpents » a été officialisé le 5 décembre 1968 par la Commission de toponymie du Québec.